# Alfie Devine
Alfie Devine, né le 1er août 2004 à Warrington en Angleterre, est un footballeur anglais qui joue au poste de milieu offensif au Preston North End FC en prêt de Tottenham Hotspur.

## Biographie

### Carrière en club
Passé par les centres de formation de Liverpool et du Wigan Athletic, Alfie Devine rejoint le Tottenham Hotspur FC en 2020,.
Il fait ses débuts professionnel avec le club dirigé par José Mourinho le 10 janvier 2021, entrant en jeu lors du match de FA Cup contre Marine (en) et marquant un but, parachevant la victoire 5-0 des siens. À 16 ans et 163 jours il devient alors le plus jeune joueur de l'histoire de Tottenham, battant le record précédemment détenu par son coéquipier Dane Scarlett,,.
Devine signe ensuite son premier contrat professionnel avec les Spurs le 1er août 2021,.
Le 17 janvier 2024, il est prêté à Plymouth Argyle.

### Carrière en sélection
En juin 2022 Alfie Devine est sélectionné en équipe d'Angleterre pour prendre part à l'Euro des moins de 19 ans en 2022.
Titulaire lors de la compétition qui a lieu en Slovaquie, il atteint avec les anglais la finale du championnat continental, après avoir battu l'Italie en demi-finale.

## Palmarès
| Angleterre -19 ans - Championnat d'Europe - Vainqueur en 2022 |